# Colazione da Tiffany (romanzo)
Colazione da Tiffany (Breakfast at Tiffany's) è un romanzo breve di Truman Capote pubblicato nel 1958. Nel 1961, ne fu tratto l'omonimo film di Blake Edwards con Audrey Hepburn e George Peppard.

## Trama
La vita di Holly Golightly, una ragazza al tempo stesso dolce, caparbia, cinica e sognatrice, è raccontata da un aspirante scrittore, suo amico e vicino di casa.
La storia prende inizio dal ritrovamento, da parte del barista Joe (innamorato di Holly) di una strana foto che ritrae una statua africana dalle fattezze della ragazza. Da qui si dipana un lungo flashback nel quale l'autore ricorda gli anni precedenti, quando conobbe Holly, sua vicina di appartamento nell'Upper East Side di New York. Ella era alla ricerca del suo posto nel mondo, un posto come la gioielleria Tiffany, dove si sarebbe sentita protetta e al sicuro e avrebbe smesso di avere momenti di sconforto, quelli che chiama le sue "paturnie". Nel frattempo, però, vive una vita altamente sregolata, fatta di mondanità, eccessi e di espedienti atti a mantenerla sempre così. Tra di essi ci sono quelli di accompagnarsi a ricchi facoltosi dei quali non è assolutamente innamorata, e di andare a trovare ogni giovedì Sally Tomato, gangster mafioso in cella a Sing Sing e riferire al suo avvocato delle misteriose "previsioni del tempo". Unica compagnia fissa è quella di un gatto rosso senza nome.
Tra il protagonista e Holly nasce un rapporto di difficile interpretazione: amore platonico, amicizia tra uomo e donna, complicità che a volte sembra alludere all'omosessualità del narratore. Lui è ammirato dal carattere e dallo stile di vita della ragazza, finché fa la conoscenza di Doc, un veterinario del Texas, che gli rivela molte cose su Holly: la ragazza si chiama in realtà Lulamae ed è sua moglie. Il dottore dice di averla sposata quando ancora era una ragazzina, un'orfana che lui aveva adottato assieme al fratello Fred. Doc tenta di riportarla a casa, ma lei rifiuta. Questo episodio, assieme alla relazione di Holly con Rusty Tawler, un miliardario immaturo e antipatico, porta a diversi attriti tra il protagonista e la ragazza, che sfociano in una rottura. Che però si acquieta quando lui la soccorre in seguito a una crisi legata alla morte di suo fratello Fred in guerra. In seguito, alla fine della relazione con Rusty, Holly si fidanza con un politico brasiliano, José, gentile ma molto attaccato all'immagine politica. Ben presto Holly rimane incinta di José, e questi decide di portarla con sé in Brasile per sposarla.
Quando ormai tutto sembra essere stato deciso, Holly invita il protagonista ad una cavalcata nel parco; il cavallo di quest'ultimo si imbizzarrisce e, per salvarlo, Holly perde il bambino. Al ritorno, Holly viene però arrestata: le "previsioni del tempo" che lei portava da Sally Tomato al suo avvocato erano in realtà istruzioni spionistiche e mafiose. Solo grazie all'intercessione del suo ex manager Holly viene liberata, ma José la abbandona dicendo di non voler essere vittima di uno scandalo, sposandola. Holly tuttavia decide di non rinunciare ad andarsene in Brasile, e così abbandona il suo gatto a Spanish Harlem, sulla via per l'aeroporto. Solo poco prima di partire lei ha dei ripensamenti e, in lacrime, corre a cercare la bestiola, capendo quanto fossero in realtà legati e si appartenessero (e, indirettamente, lei fosse legata allo scrittore). Ma purtroppo non riesce a ritrovarlo e, dopo aver strappato al suo amico la promessa di ritrovare il gatto, parte per il Brasile.
Il protagonista non sentirà mai più Holly se non da una sola lettera pochi mesi dopo. Ritroverà il gatto, che adesso abita in una famiglia, e spera che anche Holly abbia trovato il suo posto nel mondo.

## Traduzioni italiane
- Truman Capote, Colazione da Tiffany, collana Romanzi moderni, traduzione di Bruno Tasso, Milano, Garzanti, 10 luglio 1959.
- Truman Capote, Colazione da Tiffany, traduzione di Vincenzo Mantovani, Collana La Biblioteca della Spiga, Milano, Garzanti, 2016, ISBN 978-88-116-7162-6.
- Truman Capote, Colazione da Tiffany, collana Elefanti Bestseller, traduzione di Vincenzo Mantovani, Milano, Garzanti, 2019, ISBN 978-88-11-60953-7.